# Brock Radunske
Brock Radunske (koreanisch 브락 라던스키; * 5. April 1983 in Kitchener, Ontario) ist ein ehemaliger kanadischer Eishockeyspieler mit südkoreanischer Staatsbürgerschaft, der von 2008 bis 2018 in der Asia League Ice Hockey bei Anyang Halla spielte.

## Karriere
Radunske begann seine Karriere als Eishockeyspieler 1999 in der Mannschaft der Aurora Tigers in der Ontario Provincial Junior Hockey League. Ein Jahr später wechselte er ligaintern zu den Newmarket Hurricanes, wo er ebenfalls ein Jahr spielte. Von 2001 bis 2004 spielte er für das Eishockeyteam der Michigan State University, an der er Kommunikationswissenschaften studierte, in der damaligen Central Collegiate Hockey Association. In dieser Zeit wurde er beim NHL Entry Draft von den Edmonton Oilers gedraftet, für die er aber nie spielte. Stattdessen stand er während des NHL-Lockouts in der Saison 2004/05 achtmal für deren Farmteam Edmonton Road Runners in der American Hockey League (AHL) auf dem Eis, bevor er noch während der Saison zum ECHL-Club Greenville Grrrowl wechselte. Als dieser 2006 seinen Spielbetrieb einstellte, ging Radunske zum Ligakonkurrenten Stockton Thunder nach Kalifornien. Auch hier hielt es ihn nicht lange: Bereits während der laufenden Spielzeit zog es ihn in die AHL zurück und er spielte einige Monate für die Grand Rapids Griffins. Es folgte der Sprung nach Europa und in die Deutsche Eishockey Liga zu den Augsburger Panthern. Als Radunske im Sommer 2008 zu Anyang Halla wechselte, wurde er sesshaft: Für die Südkoreaner spielte er seither in zehn Jahren mehr als 400 mal in der Asia League Ice Hockey. Gleich in seiner ersten Saison in der Asia League war er bester Torschütze und Topscorer und wurde folgerichtig auch zum besten Stürmer und wertvollsten Spieler der Hauptrunde gewählt. Ein Jahr später gewann er mit Anyang Halla erstmals den Titel und wurde zudem als wertvollster Spieler der Play-offs ausgezeichnet. Auch 2011 und 2016 gelang ihm mit seiner Mannschaft der Titelgewinn in der Asia League. 2013 erhielt er den Asia League Top Six Player Award, was einer Berufung in das All-Star-Team anderer Wettbewerbe entspricht. 2015 konnte er mit Anyang Halla die Hauptrunde der Asie League gewinnen, wozu er als bester Vorbereiter der Liga mit 56 Assists maßgeblich beitrug. Das Playoff-Finale ging dann jedoch gegen die Tōhoku Free Blades aus Japan glatt mit drei Niederlagen verloren. Er selbst wurde aber in das Asia League First Team gewählt. 2016 und 2018 gewann er mit Anyang Halla dann erneut die Asia League. Anschließend beendete er seine Karriere.

### International
Radunske erhielt im März 2013 die südkoreanische Staatsbürgerschaft. Bereits einen Monat später gab er für die südkoreanische Eishockeynationalmannschaft bei der Weltmeisterschaft 2013 in der Division I sein Debüt. Wie auch im Folgejahr wurde er als bester Spieler seiner Mannschaft ausgezeichnet. Auch 2015, als er als bester Vorbereiter maßgeblich zum sofortigen Wiederaufstieg aus der B- in die A-Gruppe beitrug, und 2016 spielte er mit den Asiaten in der Division I. Nachdem 2017 ohne ihn der Aufstieg gelungen war, spielte er bei der 2018 erstmals in der Top-Division. Zudem vertrat er Nordkorea bei den Olympischen Winterspielen 2018 im eigenen Land.

## Erfolge und Auszeichnungen
- 2009 Wertvollster Spieler der Hauptrunde, bester Stürmer, bester Torschütze und Topscorer der Asia League Ice Hockey
- 2010 Sieger der Asia League Ice Hockey mit Anyang Halla
- 2010 Wertvollster Spieler der Playoffs der Asia League Ice Hockey
- 2011 Sieger der Asia League Ice Hockey mit Anyang Halla
- 2013 Top Six Player Award der Asia League Ice Hockey
- 2015 Bester Torvorbereiter der Asia League Ice Hockey und Mitglied des Asia League First Team
- 2015 Aufstieg in die Division I, Gruppe A, bei der Weltmeisterschaft der Division I, Gruppe B
- 2015 Bester Torvorbereiter der Weltmeisterschaft der Division I, Gruppe B
- 2016 Sieger der Asia League Ice Hockey mit Anyang Halla
- 2018 Sieger der Asia League Ice Hockey mit Anyang Halla